# Off Beat – Laßt die Bullen tanzen
Off Beat – Laßt die Bullen tanzen (Originaltitel: Off Beat) ist eine US-amerikanische Filmkomödie aus dem Jahr 1986. Regie führte Michael Dinner, das Drehbuch schrieb Mark Medoff.

## Handlung
Der in der New York Public Library beschäftigte Bibliothekar Joe Gower ist mit seinem Leben unzufrieden. Sein Chef drangsaliert ihn, seine Freundin verlässt ihn. Der mit Gower befreundete Polizist Abe Washington bittet ihn darum, für ihn während einer Probe für eine Tanzshow einzuspringen, die die Polizei für wohltätige Zwecke organisiert.
Gower willigt ein und lernt während der Probe die Polizistin Rachel Wareham kennen. Er gibt sich als Polizist aus und hilft Wareham bei der Verfolgung eines Verbrechers, in die beide zufällig verwickelt werden. Gower nimmt an weiteren Proben teil, um Wareham näher kennenzulernen. Er wird zum Solotänzer gekürt, um den die Show aufgebaut sein sollte. Währenddessen warnt ihn sein Freund vor den Konsequenzen, sich fälschlicherweise als Polizist auszugeben.
Gower gerät in der Polizeiuniform in einen Banküberfall. Die Polizei umstellt das Gebäude. Gower lenkt die Aufmerksamkeit des Räubers mit einigen Tanzschritten ab und überwältigt ihn. In der letzten Szene sieht man ihn in der Show.

## Kritiken
Roger Ebert schrieb in der Chicago Sun-Times vom 11. April 1986, er empfinde die Charaktere als besonders sympathisch. Die Handlung sei „ausgeklügelter“ als in den meisten Komödien und biete „kleine Einblicke in die menschliche Natur“. Sie beinhalte zwar vorhersehbare Elemente, die aus den anderen Filmen ausgeliehen seien – diese würden jedoch „überraschend originell“ wirken. Die Chemie zwischen den Hauptdarstellern sei stark; Meg Tilly wirke „10mal oder 20mal interessanter“ als in Agnes – Engel im Feuer, für welchen Film sie eine Oscar-Nominierung erhielt.
Film-Dienst schrieb, der Film sei eine „sympathische Verwechslungskomödie mit guten Darstellerleistungen, die in einigen Momenten durchaus etwas vom Charme alter Capra- oder Lubitsch-Komödien“ ausstrahle.

## Hintergründe
Der Film wurde in New York City gedreht. Er spielte in den Kinos der USA ca. 4,8 Millionen US-Dollar ein.